# Allel El-Berkani
Allel El-Berkani (Oran, 1958) is een Belgisch filmregisseur.
El-Berkani regisseerde in Nederland onder meer de soap Goudkust voor Joop van den Ende, de serie De Praktijk voor de EO, en de film De Engelbewaarder voor de KRO. In 1994 won hij met zijn kortfilm Mr. Sunday Internationale prijzen (onder andere op het Filmfestival van Turijn).
In 2006 regisseerde hij voor Eén en Sylvester Productions de fictiereeks Emma, een "daily dedicated fiction": fictie waarbij één maatschappelijk relevant thema centraal staat (in dit geval "gelijke kansen" tussen man en vrouw).
In 2008 speelde El-Berkani een gastrol als diplomaat in de jeugdserie, Het Huis Anubis in aflevering 221 van seizoen 2.
EL Berkani heeft een eigen productiehuis. El-Berkani was tevens de bezieler van het media-atelier Flying Carpet vzw. Flying Carpet organiseerde samen met de VRT het MIRA-acteursopleidingstraject. Verder maakte Flying Carpet twee kortfilms “−13°” en “Zwart-Wit” (met o.a. Stefan Percival, Mo Belkadi, Mungu Cornelis en Jeroen Percival).
El-Berkani was getrouwd met Bettina Berger met wie hij twee kinderen kreeg..
Hij stond op een steunplaats - 15de opvolger op 16 - op de Groen lijst voor het Vlaams Parlement in 2004.
In 2013 opende hij een eetplaats in Berchem waar hij verklaarde vooral Belgische gerechten te willen serveren, ‘Ik wil in mijn zaak zowel Vlamingen als allochtonen. Op het moment dat die mix wegvalt, stop ik ermee.'